# Magnificat
A Magnificat a latin neve annak az egyházi kantikumnak, mellyel Szűz Mária Erzsébetnél – Zakariás feleségénél –  tett látogatásakor az ő köszöntésére válaszolt: Mária ezekkel a szavakkal közli, hogy Jézussal várandós. Ez az ének Lukács evangéliumában az 1,46–55 számú versekben található.

## Eredeti görög szöveg
Μεγαλύνει ἡ ψυχή μου τὸν Κύριον καὶ ἠγαλλίασε τὸ πνεῦμά μου ἐπὶ τῷ Θεῷ τῷ σωτῆρί μου,
ὅτι ἐπέβλεψεν ἐπὶ τὴν ταπείνωσιν τῆς δούλης αὐτοῦ. ἰδοὺ γὰρ ἀπὸ τοῦ νῦν μακαριοῦσί με πᾶσαι αἱ γενεαί.
ὅτι ἐποίησέ μοι μεγαλεῖα ὁ δυνατός καὶ ἅγιον τὸ ὄνομα αὐτοῦ, καὶ τὸ ἔλεος αὐτοῦ εἰς γενεὰς γενεῶν τοῖς φοβουμένοις αὐτόν.
Ἐποίησε κράτος ἐν βραχίονι αὐτοῦ, διεσκόρπισεν ὑπερηφάνους διανοίᾳ καρδίας αὐτῶν·
καθεῖλε δυνάστας ἀπὸ θρόνων καὶ ὕψωσε ταπεινούς, πεινῶντας ἐνέπλησεν ἀγαθῶν καὶ πλουτοῦντας ἐξαπέστειλε κενούς.
ἀντελάβετο Ἰσραὴλ παιδὸς αὐτοῦ, μνησθῆναι ἐλέους, καθὼς ἐλάλησε πρὸς τοὺς πατέρας ἡμῶν, τῷ Ἀβραὰμ καὶ τῷ σπέρματι αὐτοῦ εἰς τὸν αἰῶνα.

## Latin szöveg
Magnificat anima mea Dominum
Et exsultavit spiritus meus in Deo salutari meo.
Quia respexit humilitatem ancillæ suæ: ecce enim ex hoc beatam me dicent omnes generationes.
Quia fecit mihi magna qui potens est, et sanctum nomen eius.
Et misericordia eius a progenie in progenies timentibus eum.
Fecit potentiam in bracchio suo, dispersit superbos mente cordis sui.
Deposuit potentes de sede et exaltavit humiles.
Esurientes implevit bonis et divites dimisit inanes,
Suscepit Israel puerum suum recordatus misericordiæ suæ,
Sicut locutus est ad patres nostros, Abraham et semini eius in sæcula.
Gloria Patri, et Filio, et Spiritui Sancto,
Sicut erat in principio, et nunc, et semper, et in Saecula saeculorum. Amen.
(Vulgata)

## Magyar szöveg
Magasztalja lelkem az Urat, és szívem ujjong üdvözítő Istenemben.
Tekintetre méltatta alázatos szolgálóleányát: Íme ezentúl boldognak hirdet minden nemzedék,
mert nagyot művelt velem ő, aki Hatalmas: ő, akit Szentnek hívunk.
Nemzedékről nemzedékre megmarad irgalma azokon, akik istenfélők.
Csodát művelt erős karjával: a kevélykedőket széjjelszórta,
hatalmasokat elűzött trónjukról, kicsinyeket pedig felmagasztalt;
az éhezőket minden jóval betölti a gazdagokat elbocsátja üres kézzel.
Gondjába vette gyermekét, Izraelt: megemlékezett irgalmáról,
melyet atyáinknak hajdan megígért, Ábrahámnak és utódainak mindörökké.
Dicsőség az Atyának, a Fiúnak és a Szentléleknek
Miképpen kezdetben, most és mindenkor és mindörökkön örökké. Ámen.
Sok zeneszerző kedvence lett, ezenkívül a római katolikus és anglikán vesperás, ill. a keleti ortodox szertartás része. Sokszor a Nunc dimittis-szel párosítják.
A legismertebb Magnificatot Johann Sebastian Bach írta (BWV 243, ill. Esz-dúr változata, a BWV 243a), ezen kívül Claudio Monteverdi, Antonio Vivaldi, Johann Kuhnau, Jan Dismas Zelenka, Szergej Rahmanyinov, John Rutter, Vajda János és Szentpáli Roland is megzenésítette a Magnificat szövegét.
Említésre méltó Lajtha László (1892–1963) Magnificat (Op. 60.) című kompozíciója, mely egy egészen más és szokatlan felfogású alkotást tükröz. A zeneszerző így nyilatkozik: "Nem szerettem már régen Bach és a többi mesterek Magnificatjainak harsogó, trombitáló, barokkan-majesztuózus fortéit. Mert hát mi is ez a Magnificat? Mária hála-éneke... Hol van itt kiabálás, hol van itt hangos szó? Miért kell ide fortissimo énekkar s zenekar? Ez nem zsoltár, amelyben 'hangos szóval dicsérjük az Urat', ez egy, a genezáreti tó partján aligasszony elénekelte, félig leányhangon dalolt himnusz." (Részlet Lajtha László 1954. szeptember 17-én, fiaihoz írt leveléből)

## Külső hivatkozások
- Archiválva 2005. április 6-i dátummal a Wayback Machine-ben Bach Magnificatja